# Tigranella
Tigranella is een kevergeslacht uit de familie van de boktorren (Cerambycidae). De wetenschappelijke naam van het geslacht werd voor het eerst geldig gepubliceerd in 1940 door Breuning.

## Soorten
Tigranella omvat de volgende soorten:
- Tigranella mirabilis Breuning, 1940
- Tigranella vieui Breuning, 1965